# 王叔武

王叔武（1923年11月23日—2004年1月），安徽桐城人，中华人民共和国历史学家、民族史学家，云南民族大学教授，致力于云南民族史研究及古籍文献整理。

## 生平
王叔武生于安徽桐城，1944年肄业于同济大学土木工程系，1945年—1948年在中央大学中国文学系学习，1949年从云南大学文史系寄读毕业，先后师事汪辟疆、李笠、刘文典等人。1951年起，长期从事云南少数民族社会历史调查研究工作。1977年调入云南民族学院。
参与编写《云南各族古代史略》、《云南简史》、《白族简史》、《中国历史大辞典·民族史卷》、《民族问题五种丛书》等，古籍整理著作有《云南古佚书钞》、《大理行记校注·云南志略辑校》、《〈南夷书〉校注并考异》等。